# Katholieke Kerk in Egypte

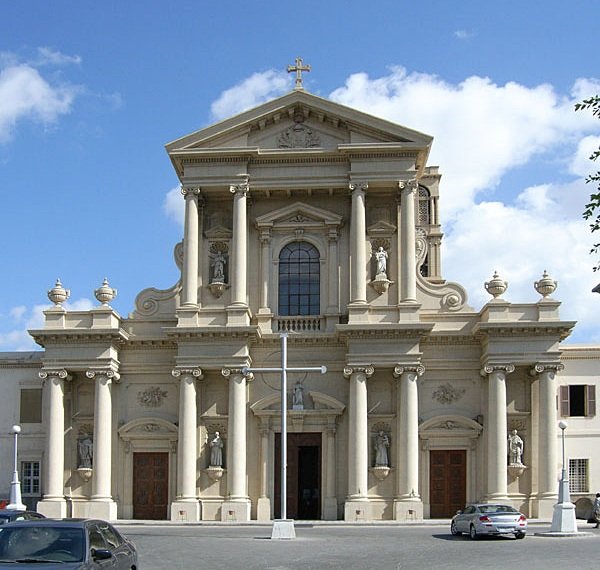
Sint-Catharinakathedraal in Alexandrië

De Katholieke Kerk in Egypte maakt deel uit van de wereldwijde Katholieke Kerk, onder het leiderschap van de paus en de Curie. Ze bestaat uit lokale kerken met koptische, latijnse, byzantijnse, antiocheense, chaldeeuwse en armeense ritussen. De katholieken maken een klein deel uit van de minderheid van christenen in Egypte, die ongeveer 10% van de bevolking vormen.
Apostolisch nuntius voor Egypte is sinds 4 november 2019 aartsbisschop Nicolas Thévenin, die tevens apostolisch nuntius is voor Oman.
Tweemaal bracht een paus een bezoek aan Egypte: paus Johannes Paulus II van 24 tot 26 februari 2000 en paus Franciscus van 28 tot 29 april 2017. 

## Bisdommen
Koptisch-Katholieke Kerk
- Patriarchaat Alexandrië
- Eparchie Assiut
- Eparchie Gizeh
- Eparchie Ismailia
- Eparchie Luxor
- Eparchie Minya
- Eparchie Al Qusia
- Eparchie Abu Qurqas
- Eparchie Sohag

Latijnse Kerk
- Apostolisch vicariaat Alessandria di Egitto

Armeens-Katholieke Kerk
- Eparchie Iskanderiya

Chaldeeuws-Katholieke Kerk
- Eparchie Caïro

Melkitische Grieks-Katholieke Kerk
- Eparchie Alexandrië

Syrisch-Katholieke Kerk
- Eparchie Caïro

Syrisch-Maronitische Kerk
- Eparchie Caïro

### Voormalige bisdommen
- Apostolisch vicariaat Port Saïd (latijnse ritus)
- Apostolisch vicariaat Heliopolis in Egypte (latijnse ritus)